# رناته مولر
رناته مولر (آلمانی: Renate Müller; ۲۶ آوریل ۱۹۰۶ – ۷ اکتبر ۱۹۳۷) هنرپیشه اهل آلمان بود.
مولر یکی از معشوقه‌های آدلف هیتلر بود ولی در نهایت به اتهام هتک حرمت نژادی و رابطه عاشقانه با یک یهودی محاکمه شد و در نهایت خودکشی کرد.